# Ablerus unnotipennis
Ablerus unnotipennis är en stekelart som beskrevs av Girault 1915. Ablerus unnotipennis ingår i släktet Ablerus och familjen växtlussteklar. Inga underarter finns listade i Catalogue of Life.